# فيلي جونز الثالث
فيلي جونز الثالث (بالإنجليزية: Willie Jones, III)‏ هو عازف جاز أمريكي، ولد في 8 يونيو 1968 في لوس أنجلوس في الولايات المتحدة.

## وصلات خارجية
- فيلي جونز الثالث على موقع ميوزك برينز (الإنجليزية)
- فيلي جونز الثالث على موقع أول ميوزيك (الإنجليزية)
- فيلي جونز الثالث على موقع ديسكوغز (الإنجليزية)